# 盖默斯海姆
盖默斯海姆（德語：Germersheim，發音：[ˈɡɛɐ̯mɐsˌhaɪm] ⓘ）是德国莱茵兰-普法尔茨州盖默斯海姆县的城市，也是盖默斯海姆县的县治，面积21.68平方千米，2023年12月31日人口为21,295人。

## 友好城市
- 法國 图尔尼（1963年）
- 匈牙利 佐洛聖格羅特（2005年）